# Рельштаб, Людвиг
Людвиг Рельштаб (нем. Ludwig Rellstab; 13 апреля 1799, Берлин — 27 ноября 1860, там же) — немецкий романист, драматург и музыкальный критик, издатель.
Особенную известность ему принёс сатирический рассказ «Henriette, die schöne Sängerin» («Генриетта, прекрасная певица»; 1827), за который суд приговорил его к тюремному заключению.
Наиболее выдающимися романами являются «Algier und Paris» («Алжир и Париж»; 1830), «1812» (1834) и «Drei Jahre von dreissigen» («Три года из тридцатых»; 1858), из драм выделяется «Евгений Арам», заимствованная из романа Бульвера.
Произведения Рельштаба собраны в «Gesammelte Schriften» («Собрание сочинений»; 1843), «Neue Folge» («Новый том»; 1846), «Garten und Wald» («Сад и лес»; 1854) и «Fruchtstücke» («Части фруктов»; 1861). Первые два тома его автобиографии были озаглавлены «Aus meinem Leben» («Из моей жизни»; 1860).
С 1829 до 1841 год он издавал небольшой журнал «Iris im Gebiete der Tonkunst» («Радуга в области музыкального искусства»). Особую известность получили его полемические статьи против Спонтини.
Является автором биографии Листа (Берлин, 1842) и либретто нескольких опер.
Считается, что именно Рельштаб назвал 14-ю сонату Бетховена — «Лунной». В 1832 году в своей статье он предположил, что его тезка запечатлел образ Люцернского озера в тихую лунную ночь.